# Trebbin

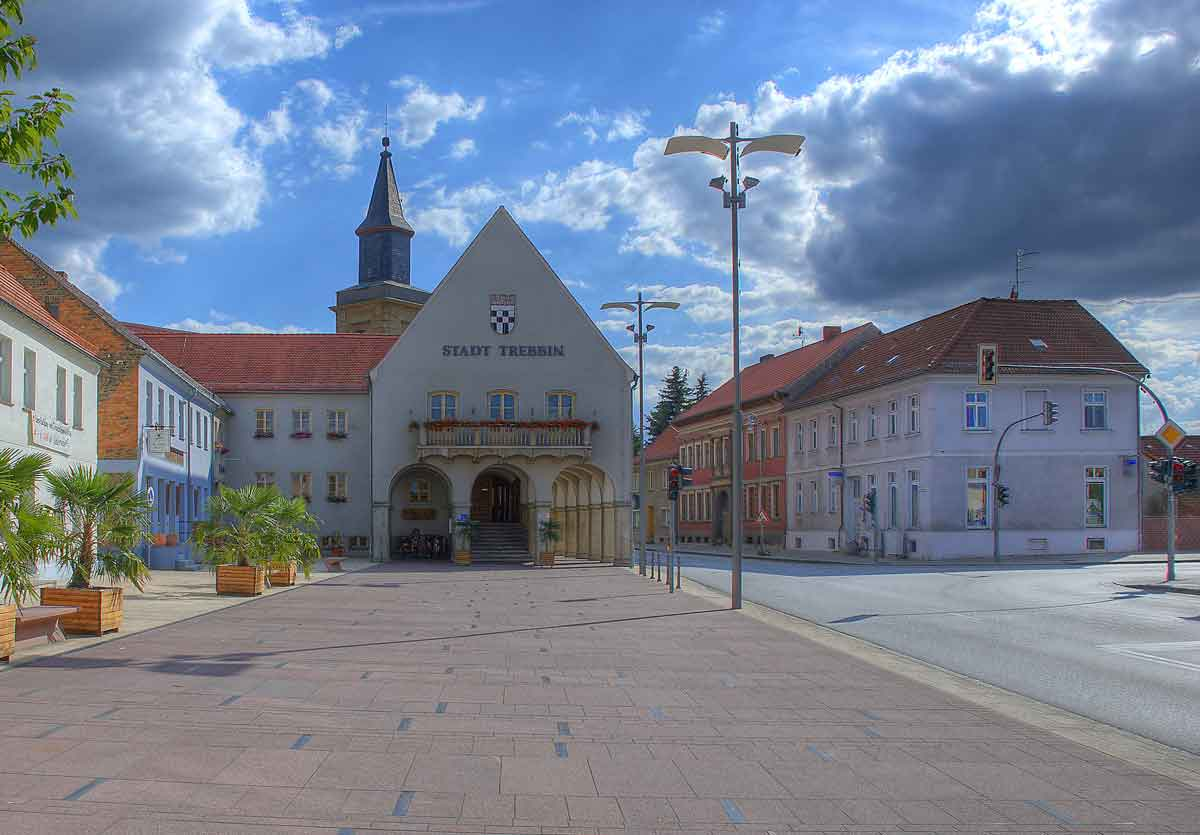
Rathaus

Trebbin est une ville de l'arrondissement de Teltow-Fläming dans le Brandebourg (Allemagne).

## Géographie
Trebbin se trouve entre Teltow et le Fläming dans une dépression à l'est de la Nuthe, à 36km au sud de Berlin. Elle comprend le parc naturel de la Nuthe et de la Nieplitz.
La municipalité comprend, en plus de la ville, les villages et les localités de Blankensee (connu par son manoir de Blankensee), Christinendorf, Glau, Großbeuthen, Klein Schulzendorf, Kliestow, Löwendorf, Lüdersdorf, Märkisch Wilmersdorf, Stangenhagen, Schönhagen (avec le château de Schönhagen), Thyrow et Wiesenhagen.

## Démographie
- Évolution de la population dans les limites actuelles. -- Ligne bleue: Population; Ligne pointillé: Comparaison avec le développement de Brandebourg -- Fond gris: Période du régime nazie; Fond rouge: Période du régime communiste
- Évolution récente (ligne bleue) et prévisions sur l'effectif de résidents

| Année | Population |
| ----- | ---------- |
| 1875  | 6 594      |
| 1890  | 6 770      |
| 1910  | 7 565      |
| 1925  | 8 087      |
| 1933  | 8 586      |
| 1939  | 9 069      |
| 1946  | 11 010     |
| 1950  | 10 401     |
| 1964  | 8 913      |
| 1971  | 8 755      |

| Année | Population |
| ----- | ---------- |
| 1981  | 8 316      |
| 1985  | 8 301      |
| 1989  | 8 299      |
| 1990  | 8 089      |
| 1991  | 7 975      |
| 1992  | 8 077      |
| 1993  | 8 159      |
| 1994  | 8 306      |
| 1995  | 8 360      |
| 1996  | 8 613      |

| Année | Population |
| ----- | ---------- |
| 1997  | 8 857      |
| 1998  | 9 067      |
| 1999  | 9 217      |
| 2000  | 9 155      |
| 2001  | 9 133      |
| 2002  | 9 174      |
| 2003  | 9 188      |
| 2004  | 9 205      |
| 2005  | 9 272      |
| 2006  | 9 265      |

| Année | Population |
| ----- | ---------- |
| 2007  | 9 291      |
| 2008  | 9 308      |
| 2009  | 9 311      |
| 2010  | 9 273      |
| 2011  | 9 211      |
| 2012  | 9 212      |
| 2013  | 9 250      |
| 2014  | 9 239      |
| 2015  | 9 394      |
| 2016  | 9 474      |

| Année | Population |
| ----- | ---------- |
| 2017  | 9 433      |
| 2018  | 9 541      |
| 2019  | 9 639      |
| 2020  | 9 728      |

## Personnalités liées à la ville
- Wilhelm Hensel (1794-1861), peintre né à Trebbin.
- Gerhard Kneifel (1927-1992), compositeur né à Trebbin.